# Guerrilla War
Guerrilla War – strzelanka z widokiem z góry, wydana na automatach w roku 1987 przez SNK. Głównymi jej bohaterami są Che Guevara i Fidel Castro, a akcja gry dzieje się w trakcie Rewolucji Kubańskiej (w wersji zachodniej odniesienia do nich zostały usunięte z gry). Gra została przeniesiona z automatów na popularne wtedy platformy, współcześnie pojawiła się też w zbiorze SNK Arcade Classics 0, dostępnym na Playstation Portable.

## Rozgrywka
Rozgrywka w grze jest zbliżona do tej oferowanej przez Commando, czy też wcześniejszej gry SNK, Ikari Warriors, wraz z zachowaniem modelu sterowania - tak jak tam, możliwe jest na przykład kierowanie czołgiem. Gracz kieruje Che (drugi gracz – Fidelem, w grze nie ma wyboru postaci) i prowadzi go do przodu, po drodze likwidując kolejne oddziały przeciwników. Bohater uzbrojony jest w karabin z możliwością ulepszenia za pomocą różnych dodatków do znalezienia podczas gry oraz granaty. Amunicja nie jest limitowana, ale ulepszenia są tracone przy śmierci. Gracz może też kierować czołgami znalezionymi we wczesnych etapach. Dają one ograniczoną ochronę, ale wybuchają po upływie minuty, a otrzymane obrażenia skracają ten czas.